# トムトム☆ブー
『トムトム☆ブー』は、2000年に発表されたキヨノサチコ作の絵本シリーズ、またそれを原作としたNHK教育テレビのアニメ作品である。勉強中の魔法使いトムトムと、子ブタのブーの起こす騒動を描く。
「いないいないばあっ!」内で放送されたのち、単独でも放送された。

## アニメ
2004年11月1日から2007年8月31日まで「あつまれ!わんパーク」内で五分間のミニアニメが定期的に放映された。クレヨンタッチの描線とパステルカラーの世界観、ミュージカル風のにぎやかな演出が特徴である。

## 登場キャラクター
トムトム
声 - 宮島依里
本作の主人公。魔法使いだが、勉強中でよくトラブルを起こす。ブーと仲良しで自分の魔法の失敗で巻き込むことも多いが、最終的には仲直りする。
ブー - こおろぎさとみ
もう一人の主人公の子ブタ。元々は黒い子ブタだったが、トムトムの魔法によってカラフルな姿に変色した。
むしさん
トムトムとブーと一緒にいる虫。しゃべらない。

## スタッフ
- 原作 - キヨノサチコ
- シリーズ構成・アニメーション - 遊佐かずしげ
- 音楽 - 栗原正己
- 製作・著作 - NHK
- 企画・制作 - NHKエデュケーショナル

## エピソード
1. いろがいろいろ
2. とべたよとべた
3. たんこぶぐんぐん
4. ドキドキおえかき
5. はっぱもぐもぐ
6. おしりピカピカ
7. こえがケロケロ
8. おめめキラキラ
9. ほしをかえして
10. おかあさんだいすき
11. ラッパパラパラ
12. あめあめふれふれ
13. ふたりのにんぎょう
14. どろんこくつした
15. トムトムのつえ
16. わらってわらって
17. むしさんドキドキ
18. ブーのもうふ
19. ブーとブー
20. いないいないブー
21. おつきさまのかけら
22. だまだまあめだま
23. ぐるぐるつむじかぜ
24. まほうのとけい
25. きらきらすいすい
26. びっくりたまご